# Puck pinnata
Puck pinnata es un pez abisal que pertenece a la familia Oneirodidae. Habita en el noroeste del Océano Pacífico. Vive en aguas profundas, como muchos de los peces oníricos, y es uno de los miembros que forma parte del ecosistema abisal.
Esta especie fue reconocida por primera vez en 1978, por el estadounidense Theodore Wells Pietsch III.

### Lectura recomendada
- Froese R. & Pauly D. (eds) (2015). FishBase (version Jan 2015). In: Species 2000 & ITIS Catalogue of Life, 26th August 2015 (Roskov Y., Abucay L., Orrell T., Nicolson D., Kunze T., Flann C., Bailly N., Kirk P., Bourgoin T., DeWalt R.E., Decock W., De Wever A., eds).
- Pietsch, T.W.0 Oceanic anglerfishes. Extraordinary diversity in the deep sea. Oceanic Anglerfishes, i-xii; 1-557pp. (Ref. 86949).